# Vệ Điệu công
Vệ Điệu công (chữ Hán: 衛悼公, trị vì 469 TCN-451 TCN hay 455 TCN-451 TCN), tên thật là Cơ Kiềm (姬黔), là vị quân chủ thứ 33 của nước Vệ - chư hầu của nhà Chu trong lịch sử Trung Quốc.
Ông là con thứ của Vệ Linh công, vị vua thứ 28 của nước Vệ, em Vệ Hậu Trang công, vua thứ 30 của nước Vệ và là chú của Vệ Xuất công, vua thứ 29 của nước Vệ.
Năm 470 TCN (hay 456 TCN), Vệ Xuất công bị đại phu Phi Giải đuổi, người nước Vệ lập Cơ Kiềm lên ngôi vua, tức Vệ Điệu công.
Sử ký không ghi rõ những hành trạng của ông trong thời gian ở ngôi.
Năm 451 TCN, Vệ Điệu công qua đời. Con ông là Cơ Phí nối ngôi, tức là Vệ Kính công